# فرودگاه شهری نامپا
فرودگاه شهری نامپا (به انگلیسی: Nampa Municipal Airport) یک فرودگاه همگانی بهره‌برداری هوایی است که یک باند فرود آسفالت دارد و طول باند آن ۱۵۲۴ متر است. این فرودگاه در شهر نامپا، آیداهو کشور ایالات متحده آمریکا قرار دارد و در ارتفاع ۷۷۳ متری از سطح دریا واقع شده‌است.